# Roholte
Roholte ligger på Sydsjælland og er sognelandsbyen i Roholte Sogn (Fakse Herred) syd for Faxe. Den ligger i Faxe Kommune.
Landsbyen nævnes i 1231 (Roholt) og udskiftedes i 1801.
I byen ligger Roholte Kirke og en tidligere skole, begge opført i kalksten. I byen ligger bl.a. gårdene Nordvang, Ejelykke og Højgård.
Forfatteren og nobelpristageren Karl Gjellerup fødtes i Roholte i 1857.